# Президентский Кабинет Турции
Президентский Кабинет Турции — орган высшей исполнительной власти Турции. Состоит из президента и министров.

## Формирование
После проведения Конституционного референдума 2017 года в Турции упразднён Совет Министров. Турция стала президентской республикой. Вместо Совета Министров формируется Президентский Кабинет.
С 1923 по 2018 год министры назначались президентом по представлению Премьер-министра. С 2018 года президент Турции получил право назначать и освобождать министров единолично. Упразднена должность премьер-министра. Согласия депутатов Национального Собрания Турции на назначение министров не требуется.
Учреждена должность вице-президента.

## Правовое положение министров
Министры не вправе быть депутатами. Также как и депутаты не вправе занимать пост министра. В случае принятия поста министра депутат должен сложить свои полномочия.
Большинством голосов Национальное Собрание вправе отменить указ президента о назначении министров.
Срок полномочий министров совпадает со сроком полномочий президента. В случае избрания нового президента, отставки либо смерти срок полномочий текущего кабинета прекращается.

## Функции
Президент является главой исполнительной власти. Президент определяет направления деятельности Кабинета.
Министры независимы в исполнении своих полномочий. Полномочия министров определяются Президентом. Президент вправе назначить министра без портфеля.
Собрания кабинета происходят раз в две недели в Президентском комплексе.
На 2023 год с 3 июня 2023 года действует 67 кабинет.

## Список кабинетов
- Четвёртый кабинет Эрдогана (10 июля 2018 — 3 июня 2023)
- Пятый кабинет Эрдогана (с 3 июня 2023)